# Stora Enso
Pour les articles homonymes, voir Stora et Enso.

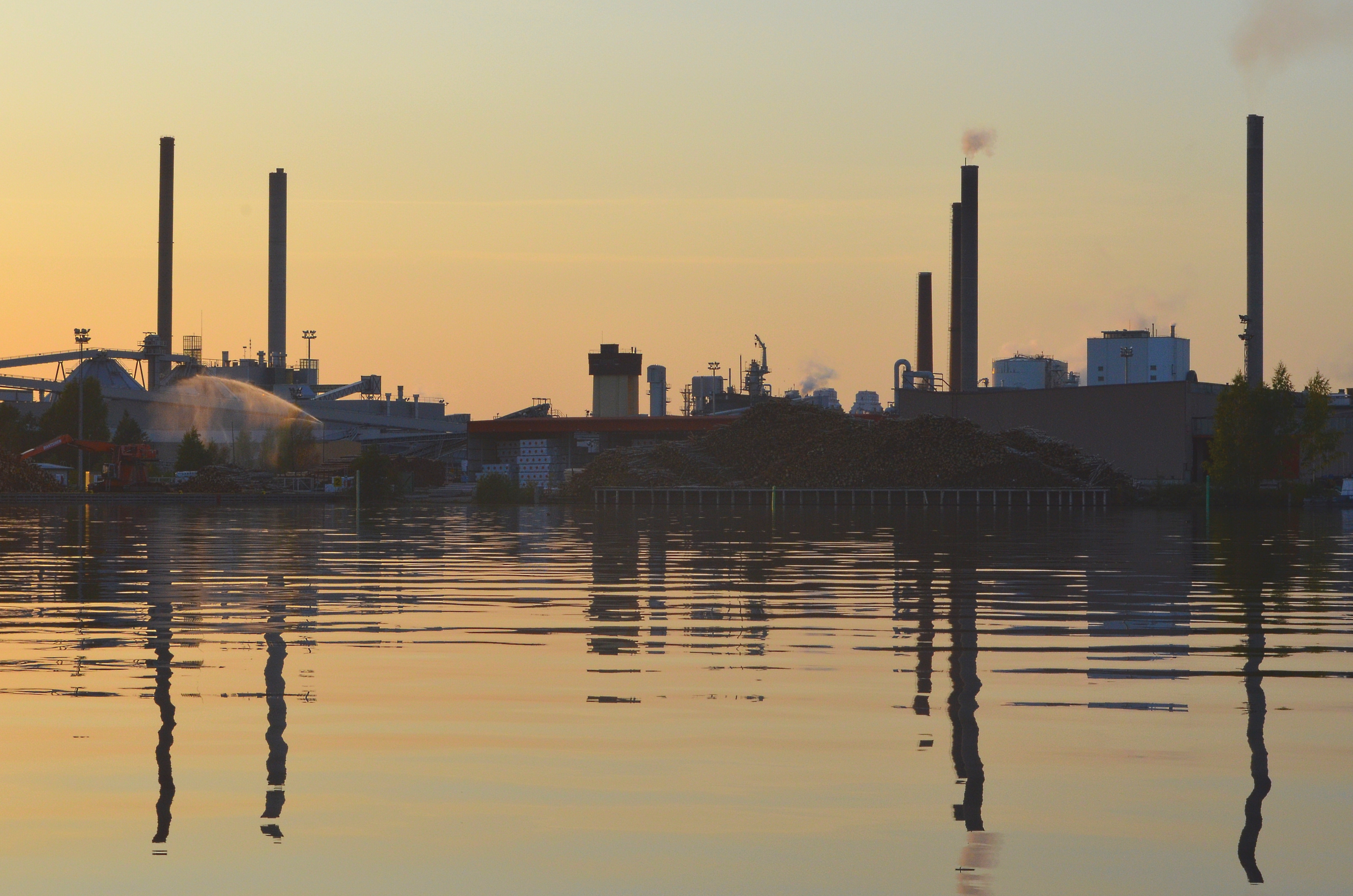
Usines Stora Enso à Varkaus, Finlande. Septembre 2017.

Stora Enso est une entreprise finno-suédoise. C'est un des plus importants groupes mondiaux dans le domaine de la production de papier, née en 1998 de la fusion du groupe suédois Stora AB, la plus ancienne société à responsabilité limitée de la planète, dont les origines remontent à 1288, et de la société finlandaise Enso-Gutzeit Oy. Le groupe a son siège à Helsinki. Il est aujourd'hui deuxième mondial dans son secteur, derrière le groupe américain International Paper.

## Histoire
Il rachète le groupe américain Consolidated Papers en 2000, puis entame une longue phase de restructuration, aggravée par la crise économique de 2008-2009. En 2006, le groupe annonce ainsi un plan de réduction mondial des effectifs. Pour éviter le licenciement, ses salariés français fondent les Géants du papier solidaire. En septembre 2006, le fonds d'investissement Green Recovery propose de racheter deux machines à papier à Corbehem (Pas-de-Calais) . Au Canada, le groupe réplique aux protestations des salariés de l'usine papetière de Port Hawkesbury par un lock-out de dix mois, technique qu'il avait déjà appliquée en Finlande en 2005.
Stora Enso a annoncé de nouvelles fermetures d'usines en 2009, déclarant aussi (en mai 2009) qu'il rachèterait les actifs uruguayens de la firme espagnole Ence avec le groupe chilien Arauco , pour un montant de 256 millions d'euros . Cela ferait de cette coentreprise, partagée 50-50 entre Stora Enso et Arauco, la plus grande propriétaire terrienne d'Uruguay , avec 130 000 hectares de terres, soit près de la moitié du total des propriétés terriennes de Stora Enso. Stora Enso disposait déjà de plantations et d'une papeterie conjointement avec Arauco au Brésil, à Arapoti (Paraná) .
Le 6 janvier 2014 le groupe finlandais StoraEnso annonce la fermeture de l'usine de Corbehem qui fermera ses portes en juin prochain mettant 350 salariés dans l'impasse.
En 2022, le groupe annonce avoir développé une technologie permettant de remplacer l'anode en graphite des batteries lithium-ion par une anode en lignine, un matériau que la société extrait de ses déchets de pâte à papier. Elle s'associe avec la société suédoise Northvolt afin de proposer sa technologie baptisée « Lignode » dans des batteries à partir de 2025.
En juin 2023, StoraEnso annonce la suppression de 1 150 emplois sur quatre sites, situés à De Hoop aux Pays-Bas, en Pologne, en Estonie et  en Finlande.

### Actionnaires de Stora Enso
Les plus grands actionnaires de Stora en mars 2019:
| Actionnaire                 | %      |
| --------------------------- | ------ |
| Solidium                    | 10,7 % |
| Foundation Asset Management | 10,2 % |
| Kela                        | 3,1 %  |
| Varma                       | 1,2%   |
| Ilmarinen                   | 2,8%   |